# Таловка (Кемеровская область)
Таловка — село в составе Яшкинского района Кемеровской области России. Административный центр Таловского сельского поселения.

## География
Село расположено на реке Яя, в 80 км на север от областного центра, и в 15 км на юг от железнодорожной станции Тайга.

## История
Основано в 1845 году.
В 1906 году в село приехали переселенцы латыши и латгальцы в основном из Витебской губернии (сегодня территория Латвийской республики), района городов Ливаны и Даугвапилс (Двинск). Переселенцы получили ссуды от царского правительства и земельные участки. Хозяйства были хуторского типа. Земля нарезалась прямо в тайге, которую переселенцам пришлось выпиливать и раскорчевывать. Сегодня не возможно даже представить как это было сделано вручную. В ноябре-декабре 1919 года через эту местность прошли отступающие колчаковские части. По данным переписи 1926 года были следующие хутора. В 1930-е годы дроздовские хутора были объединены в колхоз «Узвара» (Uzvara лат. Победа). В эти же года после коллективизации и репрессий хутора прекращают своё существование, жители переезжают в ближайшие деревни. По спискам населенных мест от 1911 года Таловка является волостным селом образуя одноимённую Таловскую волость.

## Население
| 2010 |
| ---- |
| 534  |

гендерный и национальный состав
В 1911 году проживали 75 мужчин и 71 женщина, в 1926-м из 294 человек 152 мужчины и 142 женщины.

## Инфраструктура
Население занималось земледелием и охотой, сохранились воспоминания об охоте в тех местах в 1900 году известного медвежатника А. Н. Лялина
Личное подсобное хозяйство
Количество дворов на 1911 год — 34 дома (количество закрепленной земли — 1150 десятин), в 1926 году — 60.
Образование и здравоохранение
В селе имеются: Таловская средняя школа, дом культуры, сельская библиотека, детский дом, почта, амбулатория.
Таловская средняя школа имеет историю с начала строительства с церковно-приходской в 1909 году (в 1912 закончено).
В селе располагалось училище, церковь Святой Троицы (при Советской власти в ней располагался клуб, в 1970-х годах он сгорел, на месте церкви теперь стоит Таловская средняя школа), фельдшерский пункт, 2 лавки.

## Транспорт
Круглогодичная автомобильная связь с областным центром и городом Тайга по асфальтированной автомобильной дороге Тайга — Вотиновка.